# Adrián Suar
Adrián Kirzner Schwartz(Queens, Nueva York; 25 de marzo de 1968), conocido artísticamente como Adrián Suar, es un actor y productor argentino nacido en Estados Unidos. Fue el fundador y presidente de Pol-ka Producciones, una productora de ficción televisiva, teatral y cinematográfica, en sociedad con el Grupo Clarín y Artear. Además es el gerente de programación del canal de televisión Canal 13 desde 2001.
Gracias a su larga trayectoria actoral tanto en películas, series y obras de teatro ha ganado múltiples premios, tales como dos Premios Martín Fierro (2014 y 2017), dos Premios Tato (ambos en 2013) y dos Premios Estrella de Mar (ambos en 2015).

## Biografía
Nació en Nueva York, Estados Unidos el 25 de marzo de 1968, hijo de Yehuda Kirzner Schwartz y Lilian Keller, ambos de origen judío.

## Carrera actoral
En 1981 se presentó a un casting de Canal 9, gracias al que consiguió su debut televisivo en la serie de televisión El papá garrón de los domingos. Dos años después obtuvo su primer papel importante, en la serie infantil Pelito. Para ese momento, ya había actuado en varias series.
Luego formó parte de la telenovela juvenil Por siempre amigos, junto a los integrantes del grupo teen Menudo, encabezado por Ricky Martin. Continuó actuando en las ficciones Vendedoras de Lafayette, De carne somos, Las comedias de Darío Vittori, Los otros y nosotros, Así son los míos y Stress.
En 1991 fue uno de los protagonistas de la serie juvenil La Banda del Golden Rocket, junto a Diego Torres y Fabián Vena. También protagoniza la versión teatral de la serie en Mar del Plata.
En 1994 fundó su propia productora, Pol-ka, en sociedad con Artear, empresa del grupo Clarín. Con ella protagonizó y produjo la serie policial Poliladron, en la pantalla de El Trece, junto a Laura Novoa. Contó con tres temporadas televisivas, emitidas entre 1995 y 1997, y una teatral en el verano de 1996, en Mar del Plata.
En 1997 debutó en cine con Comodines, junto a Carlín Calvo, y al año siguiente protagonizó junto a Alfredo Alcón y Laura Novoa Cohen vs. Rosi.
Volvió a la televisión en 1999, como protagonista del unitario Por el nombre de Dios, al lado de Alfredo Alcón. En 2000 regresa al cine junto a Andrea Del Boca, como protagonista de la comedia romántica Apariencias.
En 2001 protagonizó otra serie de su creación, 22, el loco, junto a Nancy Dupláa, volviendo a repetir el género policial, al igual que en Poliladrón. Más tarde hizo apariciones especiales en algunas de sus ficciones, como Son amores, Mujeres asesinas, Para vestir santos, Los Únicos y Guapas. En septiembre de 2005 protagonizó junto a Nancy Dupláa y Nicolás Cabré la comedia policial y de infidelidad permitida Sin Código.
Sus siguientes películas fueron El día que me amen (2003), Un novio para mi mujer (2008), junto a Valeria Bertuccelli, y en 2010, Igualita a mí, junto a Florencia Bertotti. En 2012, junto a Carla Peterson, Julieta Díaz y Juan Minujin, protagoniza Dos más dos.
En teatro protagonizó comedias como La cena de los tontos (2008), El año que viene a la misma hora (2009) y La guerra de los roces (2010).
En 2013 volvió a la televisión como protagonista de la telecomedia Solamente vos, junto a Natalia Oreiro y ganó su primer premio Martín Fierro al mejor actor.
Desde 2014 incursionó en el negocio inmobiliario; ese mismo año volvió al teatro, protagonizando Dos pícaros sinvergüenzas, junto al comediante y actor Guillermo Francella.

## Pol-ka
En 1994, junto con Fernando Blanco, fundó Pol-ka Producciones, artífice de grandes éxitos televisivos en Argentina, como Poliladron, Verdad Consecuencia, Vulnerables, Carola Casini, RRDT, Gasoleros, Campeones de la vida (donde hizo una participación), Culpables, El sodero de mi vida, 22, el loco (protagonizada por él), Son amores, Soy gitano, Sos mi hombre, Padre coraje, Locas de amor, Mujeres asesinas (donde protagonizó uno de los capítulos), Sos mi vida, Son de fierro, Mujeres de nadie, Socias, Valientes, Tratame bien, Malparida, Para vestir santos, Herederos de una venganza, Los únicos, El puntero, Esperanza mía y también, junto a Disney, la exitosa telenovela internacional Violetta.
Su empresa produjo la película argentina nominada al Premio Óscar en 2001 El hijo de la novia, donde también participó como actor, interpretando a un director de cine llamado Dodi. Obtuvo el Premio Konex de Platino en 2001 como el mejor productor de la década en la Argentina.

## Vida personal
Estuvo casado con la actriz y modelo Araceli González entre 1997 y 2002. En 1998 tuvieron un hijo, Tomás Kirzner, quien es actor. Luego, mantuvo una relación con la actriz y bailarina Griselda Siciliani, entre 2008 y 2016, con quien tuvo una hija, Margarita Kirzner, nacida en 2012.

## Televisión
| Año       | Título                                 | Personaje                                            | Canal            |
| --------- | -------------------------------------- | ---------------------------------------------------- | ---------------- |
| 1981      | Festival infantil                      | Varios personajes                                    | Canal 13         |
| 1981-1982 | El papá de los domingos                | Varios personajes                                    | Canal 9          |
| 1983-1986 | Pelito                                 | Martín                                               | Canal 13         |
| 1987      | Por siempre amigos                     | Adrián                                               | Telefe           |
| 1988      | Vendedoras de Lafayette                |                                                      | Canal 9          |
| 1988-1989 | De carne somos                         | Freddy                                               | Canal 13         |
| 1989-1990 | Las comedias de Darío Vittori          | Fabián "El Laucha"/Lito (2 episodios)                | Canal 13         |
| 1989-1990 | Los otros y nosotros                   | Adrián                                               | Canal 13/Canal 9 |
| 1990      | Así son los míos                       | Santiago                                             | Canal 13         |
| 1990      | Stress                                 | Varios personajes                                    | Canal 13         |
| 1991-1993 | La banda del Golden Rocket             | Adrián                                               | Canal 13         |
| 1992      | Peor es nada                           | Invitado especial                                    |                  |
| 1992      | De la cabeza                           | Invitado especial                                    | América TV       |
| 1993      | Cha cha cha                            | Invitado especial                                    | América TV       |
| 1994      | Tal para cual                          | Federico                                             | América TV       |
| 1995-1997 | Poliladron                             | Gustavo "El Nene" Carrizo                            | Canal 13         |
| 1996      | Tres tristes tigres del trece          | Invitado especial en el reportaje de Jorge Guinzburg | Canal 13         |
| 1999      | La Argentina de Tato                   | Adrián Manuel Serrat                                 | Canal 13         |
| 1999      | Campeones de la vida                   | Polo Ribolzi                                         | Canal 13         |
| 1999      | Por el nombre de Dios                  | Pablo Ríos                                           | Canal 13         |
| 2000      | Primicias                              | Gustavo "El Nene" Carrizo                            | Canal 13         |
| 2001      | 22, el loco                            | Federico Falcone                                     | Canal 13         |
| 2001      | El sodero de mi vida                   | Federico Falcone                                     | Canal 13         |
| 2002      | 099 Central                            | Federico Falcone                                     |                  |
| 2002      | Poné a Francella                       | Adri                                                 | Telefe           |
| 2002      | Son amores                             | Tomás                                                | Canal 13         |
| 2003      | Durmiendo con mi jefe                  | Aníbal                                               | Canal 13         |
| 2004-2005 | Sin código                             | Gabriel Nielsen                                      | Canal 13         |
| 2005      | Una familia especial                   | El electricista                                      | Canal 13         |
| 2006      | Hoy me desperté                        | -                                                    | Canal 13         |
| 2007      | Mujeres asesinas 3 (Ep: Rita, burlada) | Camilo                                               | Canal 13         |
| 2010      | Para vestir santos                     | Él mismo                                             | Canal 13         |
| 2011      | Los únicos                             | Gabriel Nielsen                                      | Canal 13         |
| 2012      | Daños colaterales                      | Charlie                                              | Canal 13         |
| 2013-2014 | Solamente vos                          | Juan Cousteau                                        | Canal 13         |
| 2014-2015 | Guapas                                 | Javier "Facha" Salvatierra                           | Canal 13         |
| 2016      | Silencios de familia                   | Miguel Diamante                                      | Canal 13         |
| 2018-2019 | El host                                | Él mismo                                             | Fox              |
| 2019      | Chueco en línea                        | Él mismo                                             | Flow             |
| 2020      | Separadas                              | Él mismo                                             | eltrece          |
| 2022-2023 | Los protectores                        | Renzo "Mago" Magoya                                  | Star+            |

## Cine
| Año  | Título                 | Personaje            | Dirección            |
| ---- | ---------------------- | -------------------- | -------------------- |
| 1990 | Charly, días de sangre | Pablo                | Carlos Galettini     |
| 1997 | Comodines              | Guillermo Parodi     | Jorge Nisco          |
| 1998 | Cohen vs. Rosi         | Ariel Cohen          | Daniel Barone        |
| 2000 | Apariencias            | Carmelo Posse        | Alberto Lecchi       |
| 2001 | El hijo de la novia    | Dobi                 | Juan José Campanella |
| 2003 | El día que me amen     | Joaquín              | Daniel Barone        |
| 2008 | Un novio para mi mujer | Diego "Tenso" Polski | Juan Taratuto        |
| 2010 | Igualita a mí          | Fredy                | Diego Kaplan         |
| 2012 | Dos más dos            | Diego                | Diego Kaplan         |
| 2016 | Me casé con un boludo  | Fabián               | Juan Taratuto        |
| 2016 | Campaña antiargentina  | Él mismo             | Alejandro Parysow    |
| 2017 | El fútbol o yo         | Pedro                | Marcos Carnevale     |
| 2020 | Corazón loco           | Fernando Ferro       | Marcos Carnevale     |
| 2022 | 30 noches con mi ex    | El Turbo             | Él mismo             |
| 2024 | Jaque mate             | Duque                | Jorge Nisco          |
| 2025 | Mazel Tov              | Darío Roitman        | Él mismo             |

## Teatro
| Año       | Obra                              | Dirección           | Lugar                    |
| --------- | --------------------------------- | ------------------- | ------------------------ |
| 1990      | Pájaros in the night              | Ricardo Darín       |                          |
| 1991-1992 | La banda del Golden Rocket        |                     |                          |
| 1996      | Poliladron                        |                     | Coliseo                  |
| 2008      | La cena de los tontos             | Guillermo Francella | Teatro Corrientes        |
| 2009      | El año que viene, a la misma hora | Marcos Carnevale    | Teatro Maipo             |
| 2011      | La guerra de los roses            | Marcos Carnevale    | Teatro Maipo             |
| 2014      | Dos pícaros sinvergüenzas         | Marcos Carnevale    | Teatro Metropolitan City |
| 2018      | Un rato con él                    |                     |                          |

## Publicidades
- Tafirol (2018-presente)

## Premios y nominaciones
Premios Martín Fierro
| Año  | Categoría                                             | Trabajo nominado     | Resultado |
| ---- | ----------------------------------------------------- | -------------------- | --------- |
| 1996 | Mejor actor protagonista de unitario                  | Poliladron           | Nominado  |
| 2006 | Mejor actor protagonista de comedia                   | Sin código           | Nominado  |
| 2014 | Mejor actor protagónico de ficción diaria/telecomedia | Solamente vos        | Ganador   |
| 2017 | Mejor actor protagonista de unitario                  | Silencios de familia | Ganador   |
| 2018 | Martín Fierro de Oro (MF cable)                       | El host              | Ganador   |

Premios Clarín
| Año  | Categoría                             | Trabajo nominado | Resultado |
| ---- | ------------------------------------- | ---------------- | --------- |
| 2005 | Mejor actor protagónico de televisión | Sin código       | Nominado  |

Premios Tato
| Año  | Categoría                          | Trabajo nominado     | Resultado |
| ---- | ---------------------------------- | -------------------- | --------- |
| 2013 | Mejor actor en telecomedia/novela  | Solamente vos        | Ganador   |
| 2013 | Mejor actor protagónico en comedia | Silencios de familia | Ganador   |

Premios Estrella de Mar
| Año  | Categoría                                  | Trabajo nominado          | Resultado |
| ---- | ------------------------------------------ | ------------------------- | --------- |
| 2009 | Actuación protagónica masculina de comedia | La cena de los tontos     | Nominado  |
| 2015 | Actuación protagónica masculina de comedia | Dos pícaros sinvergüenzas | Ganador   |
| 2015 | Premio Estrella de Mar de Oro              | Dos pícaros sinvergüenzas | Ganador   |